# Shirosato
Shirosato (城里町, Shirosato-machi) est un bourg du district de Higashiibaraki, dans la préfecture d'Ibaraki, au Japon.

## Géographie

### Démographie
Au 1er janvier 2014, la population de Shirosato s'élevait à 20 514 habitants répartis sur une superficie de 161,73 km2.